# Hyocomium reptans
Hyocomium reptans là một loài Rêu trong họ Hypnaceae. Loài này được (Hedw.) Spruce mô tả khoa học đầu tiên năm 1867.